# 840 Zenobia
840 Zenobia
840 Zenobia là một tiểu hành tinh ở vành đai chính. Nó được Max Wolf phát hiện ngày 25.9.1916 ở Heidelberg. Không biết rõ nguồn gốc tên của nó, tuy nhiên tên Zenobia nổi tiếng nhất là tên nữ hoàng của Palmyra (thành phố cổ, ở miền trung Syria).